# 波约
波约（西班牙語：Poyo）是西班牙加利西亚自治区蓬特韦德拉省的一个市镇。 总面积34平方公里，总人口14.271人（2001年），人口密度420人/平方公里。